# Anisomysis laccadivei
Anisomysis laccadivei är en kräftdjursart som beskrevs av Panampunnayil 1981. Anisomysis laccadivei ingår i släktet Anisomysis och familjen Mysidae. Inga underarter finns listade i Catalogue of Life.